# 吉安弗蘭科·佐拉
吉安弗蘭科·佐拉，OBE（1966年7月5日—），意大利前職業足球員，司職前鋒，綽號「矮腳虎」、「小巨人」。退役後擔任教練工作，曾執教西汉姆联、沃特福德和卡利亞里。

## 生平
球會
蘇拿出身於意大利球會奧雷斯，曾效力當時為聯賽上游球隊的拿坡里、帕爾馬，效力期間已取得逾百個入球。當時他已是意大利國家隊成員，曾出席1994年世界杯，為意大利國家隊贏得亞軍。
1996年蘇拿因與球會教練不和，離開意甲轉投英格蘭球隊車路士。當年車路士在聯賽只屬中游，但蘇拿在加盟車路士首季（1996-97年），蘇拿便憑著細膩的個人技術，協助車路士贏得1996/97年的英格蘭足總盃冠軍，同年更成為英格蘭足球先生。第二年蘇拿又協助車路士贏得1997/98年的英格蘭聯賽盃、歐洲盃賽冠軍盃及歐洲超級盃，成為三料冠軍。1999/00年再一次協助車路士贏得英格蘭足總盃。後來，由於車路士新班主阿巴莫域治入主，球隊班底大更換，蘇拿最後於2003年返回意大利加盟家鄉的乙組球會卡利亞里。25號球衣在他離隊開再沒有使用，成為退休號碼。
完成第一球季後，蘇拿原本決定退役，但因卡利亞里成功升上甲組，球會、球迷熱烈要求蘇拿留下，結果蘇拿再繼續留下，44場聯賽中入21球，在39歲生日前一週才宣告退休。
國家隊
蘇拿代表意大利出戰1994年美國世界盃，在16強淘汰賽對尼日利亞下半場65分鐘後補上場，僅10分鐘即被罰紅牌驅逐離場。蘇拿繼後為意大利在1996年歐洲國家盃3場分組賽中上陣，但意大利在首輪出局。1998年世界盃外圍賽意大利與英格蘭同組，1997年2月12日作客溫布萊球場，蘇拿射入唯一入球協助意大利先勝1-0；10月11日分組賽最後一場在羅馬主場對英格蘭，雙方0-0平手，由於蘇拿其後沒有入選法國世界盃決賽週意大利大軍名單，成為蘇拿替意大利最後一場比賽 。蘇拿共為意大利35次上陣，射入10球。
領隊
2006年蘇拿獲意大利足協聘用，協助前隊友皮埃爾路易吉·卡西拉吉（Pierluigi Casiraghi）出任意大利 U-21的助理教練。2008年9月10日轉投英超球隊韋斯咸出任領隊，簽約3年，是韋斯咸7年來第5任領隊，亦是歷來首名外籍領隊。蘇拿持有歐洲足協B級教練牌照，可以繼續執教直到2010年他取得歐洲足協職業教練牌照。2010年5月11日在韋斯咸驚險成功護級後，蘇拿被球會解僱。
2012年7月7日蘇拿獲委出任英冠球會屈福特的領隊。
2013年12月16日，蘇拿球會向屈福特請辭，其於領隊期間總共帶領屈福特77場比賽，33勝15和27負。
2014年12月24日，意甲護級隊伍卡利亞里任命蘇拿為球會領隊。
2015年3月9日，蘇拿上任後未能帶領卡利亞里走出降班區，因而被解僱。。

## 師徒
在拿坡里年代，阿根廷球星馬勒當拿曾教他射罰球，而他和馬勒當拿身高和身型也頗相似。而車路士的英格蘭國腳林柏特則承認深受蘇拿影響。

## 職業生涯
| 球季    | 球會     | 聯賽  | 代表次數 | 入球數 |
| ------- | -------- | ----- | -------- | ------ |
| 2004-05 | 卡利亞里 | 意甲  | 23       | 10     |
| 2003-04 | 卡利亞里 | 意乙  | 21       | 11     |
| 2002-03 | 車路士   | 英超  | 38       | 14     |
| 2001-02 | 車路士   | 英超  | 35       | 3      |
| 2000-01 | 車路士   | 英超  | 36       | 9      |
| 1999-00 | 車路士   | 英超  | 32       | 4      |
| 1998-99 | 車路士   | 英超  | 36       | 13     |
| 1997-98 | 車路士   | 英超  | 27       | 8      |
| 1996-97 | 車路士   | 英超  | 23       | 8      |
| 1996-97 | 帕爾馬   | 意甲  | 8        | 2      |
| 1995-96 | 帕爾馬   | 意甲  | 29       | 10     |
| 1994-95 | 帕爾馬   | 意甲  | 32       | 19     |
| 1993-94 | 帕爾馬   | 意甲  | 33       | 18     |
| 1992-93 | 拿坡里   | 意甲  | 33       | 12     |
| 1991-92 | 拿坡里   | 意甲  | 34       | 12     |
| 1990-91 | 拿坡里   | 意甲  | 20       | 6      |
| 1989-90 | 拿坡里   | 意甲  | 18       | 2      |
| 1988-89 | 多域斯   | 意C1  | 34       | 11     |
| 1987-88 | 多域斯   | 意C1  | 24       | 2      |
| 1986-87 | 多域斯   | 意C2  | 30       | 8      |
| 1985-86 | Nuorese  | 意INT | 27       | 10     |
| 1984-85 | Nuorese  | 意C2  | 4        | 0      |

## 榮譽與獎項
拿坡里
- 義大利甲組聯賽冠軍：1989/90年；

帕爾馬
- 欧洲超级杯冠軍：1993年；
- 歐洲足協盃冠軍：1995年；

車路士
- 英格蘭足總盃冠軍：1997年、2000年[16]；
- 英格蘭社區盾冠軍：2000年；
- 英格蘭聯賽盃冠軍：1998年；
- 歐洲盃賽冠軍盃冠軍：1998年；
- 欧洲超级杯冠軍：1998年；

個人
- 1997年獲選英格蘭FWA足球先生；
- 2004年獲頒OBE[17]；
- 2006年獲選入英格蘭足球名人堂；
- 獲票選為車路士歷來最偉大球員[18]；
- 獲提名入車路士百年最佳陣容；